# HD 104304
HD 104304 (처녀자리 24 G.)는 처녀자리 방향으로 지구로부터 41.6 광년 떨어진 곳에 있는 쌍성계이다. 겉보기 등급은 5.54로 관측조건이 좋다면 맨눈으로 볼 수 있다. 분광형은 G8 IV로 주계열 단계를 벗어나 준거성 상태에 있으며, 거성으로 진화하는 과정에 있다. 2007년 외계 행성으로 추측되는 천체가 이 별을 돌고 있는 것을 발견했다. 이후 2011년 이 천체는 행성이 아니라 태양질량의 0.21 배인 적색왜성으로 밝혀졌다. 이 짝별과 주인별의 공전주기는 17,715 일이며 궤도이심률은 0.29이다. 행성급 천체를 거느리고 있는지의 여부는 더 자세한 연구가 이루어져야 결정될 것이다.